# 王国法
王国法（1960年8月1日—），山东文登人，煤炭开采技术与装备专家，中国工程院院士，中国煤炭科工集团公司首席科学家。

## 履历
1982年1月，毕业于山东工学院（现山东大学）机械系。1985年，东北工学院（现东北大学）硕士研究生毕业。2017年，当选中国工程院院士。